# Clonagem
Clonagem é a produção de indivíduos geneticamente iguais. É um processo de reprodução assexuada que resulta na obtenção de cópias geneticamente idênticas de um mesmo ser vivo – micro-organismo, vegetal ou animal.
A reprodução assexuada é um método próprio dos organismos constituídos por duas ou mais ou por um escasso número de células, por via de regra absolutamente dependentes do meio onde vivem e muito vulneráveis às suas modificações.
Clonagem em biologia é o processo de produção das populações de indivíduos geneticamente idênticos, que ocorre na natureza quando organismos, tais como bactérias, insetos e plantas se reproduzem assexuadamente. Clonagem em biotecnologia refere-se aos processos usados para criar cópias de fragmentos de ADN (clonagem molecular), células (clonagem celular), ou organismos. Mas, genericamente, este termo refere-se à produção de várias cópias de um produto, tais como os meios digitais ou de software.
Inicialmente o processo de clonagem era feito com células embrionárias, já divididas em 32, e colocado em um óvulo enucleado e como o blastômero contém pouco citoplasma, não era esperado que este citoplasma interferisse negativamente no óvulo, porém interferiu e até hoje não se sabe o que este citoplasma estranho faz ao óvulo. Este método também era falho porque como o embrião na sua fase inicial, os cientistas não sabiam com que é que o clone adulto se pareceria, isto é, não sabiam que tipo de adulto resultaria, nem se este possuiria as características que estavam a tentar obter.
Clonagem humana visando proteger os direitos das gerações futuras, segundo a Declaração Universal do Genoma Humano e dos Direitos Humanos da Unesco de 1997.
No Senado brasileiro tramita o Projeto de Lei n. 285 de 1999, de autoria do Senador Sebastião Rocha, com o intuito de regularizar a experimentação técnico-científica na área da engenharia genética, proibindo os procedimentos que tendem a duplicação do genoma humano com o objetivo de obtenção de clones de embriões de seres humanos. A proposta considera crime a utilização da engenharia genética para a obter clones de embriões ou de seres humanos, aplicando a pena que vai de 6 a 20 anos aos patrocinadores, cientistas e responsáveis técnicos dos estabelecimentos.
Entretanto, já há disposição que proíbe a clonagem, pois a Lei 8.974/95, em seu artigo 13 tipificou como infração penal punida com penas privativas de liberdade a manipulação genética de células germinais humanas e a intervenção em material genético humano vivo, para fins não terapêuticos, do mesmo modo que constitui crime a produção, o armazenamento ou a manipulação de embriões destinados a servir como material biológico disponível. Ademais a própria Comissão Técnica Nacional de Biossegurança, criada através desta lei, emitiu instrução normativa n. 8 de 9 de julho de 1997 sobre manipulação genética e clonagem de seres humanos, proibindo as manipulações genéticas de células germinais e totipotentes bem como, os experimentos de clonagem radical através de qualquer técnica clonagem.

## Animais
A clonagem é natural em todos os seres originados a partir de reprodução assexuada (ou seja, na qual não há participação de células sexuais), como é o caso das bactérias, dos seres unicelulares. A clonagem natural também pode ocorrer em mamíferos, como no tatu e nos gémeos univitelinos. Nos dois casos, embora haja reprodução sexuada na formação do ovo, os descendentes idênticos têm origem a partir de um processo assexuado de divisão celular. Os indivíduos resultantes da clonagem têm, geralmente, o mesmo genótipo, isto é, o mesmo gene, ou patrimônio super genético.

## Clonagem induzida
A clonagem induzida é o método artificial / em laboratório de se fazer uma clonagem, a partir de um processo no qual é retirado de uma célula somática o núcleo, e de um óvulo a membrana. O que é feito depois depende se é uma clonagem reprodutiva ou terapêutica, onde na reprodutiva a junção dos dois é colocada numa barriga de aluguel, e na terapêutica se reproduz em laboratório durante um curto período de tempo para poder coletar as células tronco.
A clonagem induzida artificialmente é uma técnica da engenharia genética aplicada em vegetais e animais, ligada à pesquisa científica. Nesse caso, o termo aplica-se a uma forma de reprodução assexuada produzida em laboratório, de forma artificial, baseada num único patrimônio genético. A partir de uma célula-mãe, ocorre a produção de uma ou mais células (idênticas entre si e à original), que são os clones. Os indivíduos resultantes desse processo terão as mesmas características genéticas do indivíduo "doador", também denominado "original".
A clonagem induzida em animais pode ser realizada de 2 formas, sendo a 1ª, realizando a separação de células de um embrião antes de começar a sua multiplicação celular, dessa forma irá produzir novos indivíduos iguais geneticamente, mas diferentes de qualquer outro que já existe, e a 2º forma seria substituindo um óvulo por outro de uma célula que já existe um indivíduo. A primeira experiência dessa clonagem induzida foi realizada pelos Drs. Roberts Briggs e Thomas J. King em 1952  do Instituto Carnegie/Washington-EEUU, onde tiveram sucesso obtendo clones de rãs através de substituições de núcleos celulares, essa clonagem foi denominada de Deduplicação, consistindo em reprodução assexuada de um indivíduo igual a outro que já existe.

## Clonagem reprodutiva
Uma das técnicas básicas usadas por cientistas é a transferência nuclear da célula somática (SCNT ou TNCS). Esta técnica foi usada por cientistas durante muitos anos, para clonar animais através de células embrionárias.
Como o nome da técnica implica, a transferência de uma célula somática está envolvida neste processo. Esta célula somática é introduzida, então, numa célula retirada de um animal (ou humano), logo depois da ovulação. Antes de introduzir a célula somática, o cientista deve remover os cromossomos, que contêm genes e funcionam para continuar a informação hereditária, da célula recipiente.
Após ter introduzido a célula somática, as duas células fundem. Ocasionalmente, a célula fundida começará a tornar-se como um embrião normal, produzindo a prole, colocando-se no útero de uma "mãe de aluguel" para um desenvolvimento mais propício.
Os problemas associados com a técnica de SCNT são o stress em ambas as células envolvidas no processo. Isto resulta numa taxa elevada de mortalidade de ovos recipientes. Além disso, o processo inteiro é um consumo de tempo e de recursos, porque as partes deste requerem o trabalho manual sob microscópio. Similar a outras técnicas, esta é também ineficiente pois, apenas aproximadamente 2,5% dos embriões sobrevivem dado logo após o nascimento.
A clonagem reprodutiva em seres humanos é totalmente proibida no Brasil, de acordo com a lei no. 11 105 em seu artigo 6°, tendo em vista a dignidade humana e do material genético.
O princípio da dignidade da pessoa humana é um dos fundamentos da República Federativa do Brasil, e ele está previsto no artigo 1º, inciso III, da Constituição Federal.
Ele garante a "dignidade da pessoa humana" deste modo considera-se pensar que o homem é um sujeito de pleno direito e não deve ser considerado um objeto.
Segundo a Declaração Universal do Genoma Humano e dos Direitos Humanos de 1997, também determina em seu artigo 11 a vedação à clonagem reprodutiva humana:
“Artigo 11 - Não serão permitidas práticas contrárias à dignidade humana, tais como a clonagem reprodutiva de seres humanos. Os Estados e as organizações internacionais competentes são convidados a cooperar na identificação de tais práticas e a determinar, nos níveis nacional ou internacional, as medidas apropriadas a serem tomadas para assegurar o respeito pelos princípios expostos nesta Declaração”.

## Clonagem terapêutica
A Clonagem Terapêutica é um procedimento cujos estágios iniciais são idênticos à clonagem para fins reprodutivos mas que difere no fato da blástula (segundo estado de desenvolvimento do embrião) não ser introduzida no útero: esta é utilizada em laboratório para a produção de células estaminais a fim de produzir tecidos ou órgãos para transplante.
Esta técnica tem como objetivo produzir uma cópia saudável do tecido ou do órgão de uma pessoa doente para transplante. As Células embrionária/células-tronco embrionárias são particularmente importantes porque são multifuncionais, isto é, podem ser usadas em diferentes tipos de células. Podem ser utilizadas no intuito de restaurar a função de um órgão ou tecido, transplantando novas células para substituir as células perdidas pela doença, ou substituir células que não funcionam adequadamente devido a defeito gene/genético (ex: neurônio/doenças neurológicas, diabetes, coração/problemas cardíacos, Acidente vascular cerebral, lesões da coluna cervical e sangue/doenças sanguíneas etc…). A clonagem terapêutica oferece a possibilidade de beneficiários de pouco ou nenhum perigo de rejeitar um órgão transplantado, porque esse órgão teria uma correspondência exata ao DNA do paciente. Além disso, não haveria necessidade de um doador de órgão e que não precisou de cirurgia para uma segunda parte. Conseqüências: O beneficiário não precisa esperar por um doador morrer antes de receber um órgão para salvar vidas. A clonagem terapêutica tem sido valiosa para os pesquisadores. Isso permite aos pesquisadores testar possíveis curas ou tratamentos de doenças já existentes e transtornos como mal de Parkinson e diabetes.
As Células embrionárias/células-tronco adultas não possuem essa capacidade de transformarem-se em qualquer tecido. As células músculo/musculares vão originar células musculares, as células do fígado vão originar células do fígado, e assim por diante.

## Clonagem vegetal
A Clonagem vegetal é uma das aplicações mais rotineiras e de maior impacto para agricultura, pois permite uma rápida multiplicação das plantas em larga escala, com características agronômicas superiores. É uma técnica do cultivo in vitro de plantas, denominada micropropagação, também conhecida por propagação in vitro ou clonagem de plantas, qual permite a propagação em larga escala de plantas sadias, conservando as mesmas características agronômicas da planta mãe. Muito utilizada em vários setores agrícolas, tais como: fruticultura, floricultura, horticultura, como também na área florestal, por promover o incremento da produção de mudas vigorosas e livres de patógenos, contribuindo para o aumento da produtividade do setor agrícola. A terminologia “cultivo in vitro de plantas” engloba o cultivo de células, tecidos e órgãos de plantas, está técnica consiste, basicamente, em cultivar em ambiente asséptico (laboratório) segmentos de plantas (gemas, ápices caulinares, meristemas, fragmentos de folhas e raízes, entre outros), em frascos específicos contendo meio nutritivo adequado, proporcionando a produção de milhares de plantas idênticas a planta mãe. Muitas vezes a propagação assexuada convencional é um processo lento e apresenta sérios riscos de disseminação de doenças e pragas, que podem comprometer a produção.
Existem outras técnicas de cultivo in vitro de plantas além da micropropagação dentre elas: o cultivo de protoplastos, que permite hibridizar variedades diferentes vencendo barreiras genéticas; o cultivo de anteras que viabiliza a produção de plantas haplóides, que em seguida diploidizadas produzem um só tipo de gameta para um determinado locus (produção de linhagens puras); limpeza clonal utilizada para produção de plantas livres de patógenos, entre outras. O cultivo in vitro de células, tecidos e/ou órgãos, dá também suporte técnico a trabalhos de transformação genética e obtenção de plantas transgênicas.

## Transgênicos
Transgenes são moléculas de DNA "construídas" por engenharia genética que são introduzidas e se expressam nas células eucarióticas. Eles podem ser usados para criar uma nova mutação ou estudar as sequências reguladoras que constituem parte de um gene. Os transgenes podem ser introduzidos como moléculas extracromossômicas ou integrados em um cromossomo, tanto em localizações aleatórias (ectópicas) quanto no lugar do gene homólogo, dependendo do sistema. Em geral, os mecanismos usados para introduzir um transgene dependem da compreensão e da exploração da biologia reprodutiva do organismo.

## Clone
A palavra clone foi introduzida na língua inglesa no ano de 1903, pelo botânico Herbert J. Webber. A sua origem etimológica é da palavra grega κλων (lê-se klón), que quer dizer broto de um vegetal.
Clone é um conjunto de células geneticamente idênticas que são todas descendentes de uma célula ancestral, podendo dar origem a um grande número de organismos iguais entre si. Designa também todos os indivíduos, considerados coletivamente, resultantes da reprodução assexuada (ou partenogénese ou apomixia) de uma única forma inicial individualizada. É também a réplica exata de um gene obtido por engenharia genética numa sequência de ácido desoxirribonucleico (ADN).
A Clonagem é um processo de reprodução assexuada, onde são obtidos indivíduos geneticamente iguais (micro organismo, vegetal ou animal) a partir de uma célula-mãe. É um mecanismo comum de propagação de espécies de plantas, bactérias e protozoários. Em humanos, os clones naturais são gêmeos univitelinos, seres que compartilham do mesmo DNA, ou seja, do mesmo material genético originado pela divisão do óvulo fertilizado.

## Potenciais da clonagem humana

### Benefícios
Ao longo da evolução do tempo, foram vários os benefícios que os cientistas acreditam que a clonagem humana tem; dentre os tais podemos concluir:
- o rejuvenescimento; O Dr. Richard Seed, um dos principais propulsores da clonagem humana, sugere que um dia, poderá vir a ser possível inverter o processo do envelhecimento devido à aprendizagem que nos é fornecida através do processo de clonagem;
- a tecnologia humana da clonagem podia ser usada para inverter os ataques cardíacos; os cientistas afirmam que conseguirão tratar vítimas de ataques cardíacos através da clonagem das suas células saudáveis do coração, e injetando-as nas áreas do coração que foram danificadas. As doenças cardiovasculares são a maior causa de morte em grande parte dos países industrializados;
- casos de infertilidade; com a clonagem, os casais inférteis poderiam ter filhos. Uma estimativa é de que os tratamentos atuais de infertilidade são menos de 10% bem-sucedidos. Os casais passam por um sofrimento psíquico e emocional muito grande, para uma possibilidade remota de ter filhos; a clonagem humana torna possível fazer com que muitos casais inférteis consigam ter filhos;
- a cirurgia plástica reconstrutiva e estética; devido à clonagem humana e à sua tecnologia, os problemas, que, por vezes, ocorrem depois de algumas cirurgias de implantes mamários ou de outros procedimentos estéticos deixam de existir. Com a nova tecnologia, em vez de usar materiais estranhos ao corpo, os médicos serão capazes de manufaturar o osso, a gordura, ou a cartilagem que combina os tecidos dos pacientes exatamente; qualquer um poderá ter a sua aparência modificada para sua satisfação, sem riscos de doença; as vítimas dos acidentes terríveis que deformam o rosto (por exemplo), devem assim conseguir voltar a ter as suas características, sendo reparadas e de maneira mais segura; os membros amputados também poderão vir a ser regenerados;
- implantes mamários; muitas pessoas verificaram que os implantes mamários as faziam ficar doentes, com doenças próprias dos seus sistemas imunes, devido a algumas incompatibilidades produzidas por materiais usados no aumento de peito; com a clonagem humana e a sua tecnologia de implantes mamários e outros formulários da cirurgia estética, poderia ser feito com implantes que não seriam diferentes dos tecidos normais da pessoa;
- genes defeituosos; cada pessoa carrega em média 8 genes defeituosos dentro dela. Estes genes defeituosos permitem que as pessoas fiquem doentes quando permaneceriam doutra maneira, saudáveis. Com a clonagem e a sua tecnologia pode ser possível assegurar-se de que não soframos mais por causa dos nossos genes defeituosos;[carece de fontes?]
- problemas no fígado e nos rins; poderá ser possível clonar fígados humanos para transplante dos mesmos;
- a leucemia; este espera-se ser um dos primeiros benefícios a vir desta tecnologia;[necessário esclarecer]
- vários tipos de cancro; poderemos aprender como trocar células, ‘‘on’’ and ‘‘off’’, através da clonagem, e assim, ser capaz de curar diversos cancros; os cientistas ainda não sabem exactamente se as células se diferenciam em tipos específicos do tecido, nem compreendem porque células cancerígenas perdem o seu isolamento;
- fibrose cística; poderemos conseguir produzir uma terapia genética eficaz contra a fibrose cística. Alguns cientistas já se encontram a trabalhar nesta área;
- ferimento da coluna vertebral; aprenderemos a fazer crescer, outra vez, os nervos ou a parte posterior da coluna vertebral, quando magoada; tetraplégicos poderão sair das suas cadeiras de rodas e voltar a andar;
- testar algumas doenças genéticas; a clonagem pode ser usada para testar, e talvez curar, doenças genéticas;
- as espécies em via de extinção poderiam ser salvas - com a pesquisa que conduz à clonagem humana nós aperfeiçoaremos a tecnologia para clonar animais, e assim nós poderíamos para sempre preservar a espécie posta em perigo, incluindo seres humanos.

## A ovelha Dolly

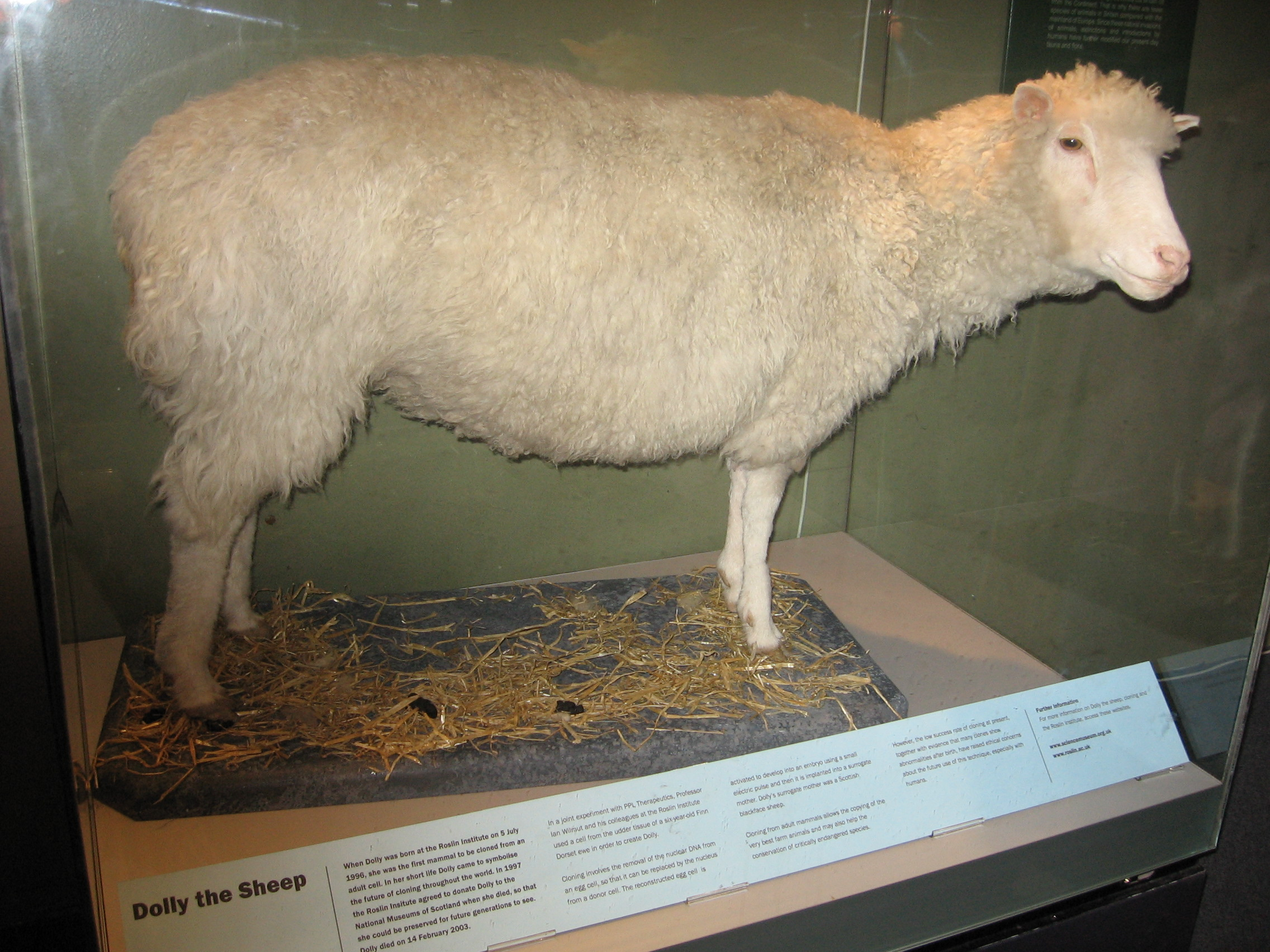
A ovelha Dolly permanece empalhada no Royal Museum of Scotland, em Edinburgo.

Antes da clonagem da ovelha Dolly, os investigadores tinham chegado a clonar ovelhas a partir de células embrionárias. Em fevereiro de 1997, um grupo de cientistas escoceses, liderado pelo inglês Ian Wilmut, anuncia a realização da primeira cópia genética (clonagem) de um mamífero adulto de seis anos, a partir de uma célula somática: a ovelha da raça Finn Dorset, batizada como Dolly. Na experiência, os pesquisadores usaram uma célula da glândula mamária, cujo núcleo (onde está armazenado o material genético) foi retirado e transferido para um óvulo anucleado. Essa nova célula formada com o auxílio de uma corrente elétrica foi então implantada no útero de uma terceira ovelha, onde Dolly foi gerada. O nome Dolly é uma referência aos seios da cantora de música country Dolly Parton, pois Dolly foi clonada a partir das células da glândula mamária de uma ovelha adulta com cerca de seis anos, através de uma técnica conhecida como transferência somática de núcleo.
Porém, enquanto que a maior parte das ovelhas vive entre os onze e os doze anos, Dolly morreu com seis anos e meio após ter começado a manifestar doenças frequentemente associadas à velhice, a partir da idade de cinco anos e meio.

Clonagem da ovelha Dolly.

Um dos temores principais era que Dolly nascesse prematuramente velha. Dolly deu nascimento a 4 ovelhas, o primeiro nascimento teve lugar em 1998, as três seguintes em 1999. Este nascimento foi de excelentes notícias, provando que animal clonado não era um estéril e podia reproduzir-se sem problema essencial. Recentemente tem sido demonstrado uma relação direta entre a dimensão dos telómeros e a esperança de vida (em saber mais: a dimensão dos telómeros influencia a esperança de vida). Os telómeros agiriam como um relógio molecular que controla o número de divisão da célula antes de induzir a sua morte. Em 1999, os cientistas observaram que as células Dolly apresentavam sinais de envelhecimento. Em janeiro de 2002, foi anunciado que Dolly apresentava sinais de artrite ao quadril e os joelhos esquerdos. A artrite é uma doença bastante comum nas ovelhas, mas habitualmente a artrite aparece numa idade mais avançada, bem como uma localização diferente. A artrite foi tratada eficazmente graças a anti-inflamatórios.
Os investigadores dizem que é necessário esperar os resultados da autópsia para determinar se esta doença é ligada ao fato de Dolly ser um animal clonado. Contudo favorecem atualmente outra hipótese. É com efeito possível que Dolly foi vítima duma infecção que progride lentamente. Recusaram-se a citar o nome da infecção, afirmaram que pelo menos outra ovelha da exploração agrícola onde se encontrava Dolly tinha apresentado os mesmos sinais clínicos. Para eles a explicação mais provável é por conseguinte que Dolly apanhou esta infecção. (Em baixo, representação da formação da ovelha Dolly.)
Dolly morreu imediatamente após o seu 6.º aniversário não é, talvez, um azar. Com efeito, os cromossomos que permitiram criar Dolly viviam há mais de doze anos, e é nessa idade que as ovelhas costumam morrer.

## Clonagem em Portugal
Enquanto em Espanha, Grécia ou Itália, a lei não permite toda e qualquer investigação sobre a clonagem humana, há sete Estados-Membros da União Europeia nos quais esta possibilidade não está sequer prevista, e Portugal é um deles. Isto quer dizer que, teoricamente, é possível realizar, em Portugal, a clonagem de um embrião humano, com fins experimentais, à semelhança do que foi feito nos Estados Unidos.
O alerta partiu da própria Comissão Europeia que adianta que, no caso português, nem sequer está prevista qualquer legislação nesse sentido. Assim, seria legal realizar uma experiência deste tipo em Portugal, o mesmo acontecendo na Bélgica, Finlândia, Dinamarca, Luxemburgo, Países Baixos e Suécia.
Uma diretiva de 1998 proíbe toda a utilização de embriões para fins comerciais e industriais sem, no entanto, tratar os programas de investigação e desenvolvimento de experiências neste campo. Apenas três países da União Europeia assinaram e ratificaram a Convenção de Oviedo (Espanha), elaborada em 1997 no âmbito do conselho da Europa, que prevê a interdição de toda a investigação sobre clonagem humana: Espanha, Grécia e Itália. Portugal assinou a Convenção mas ainda não a ratificou.
A França, a Alemanha e a Áustria não ratificaram nem assinaram o documento, mas têm legislação nacional que impede qualquer experiência desse tipo, enquanto na República da Irlanda essa disposição está prevista na Constituição. Por seu lado, o Reino Unido está a examinar, com carácter de urgência, uma proposta de lei para impedir a clonagem humana para fins de reprodução.